# Palacio Dandolo
El palacio Dandolo es un edificio palaciego italiano situado en el sestiere de Castello, frente a la "riva" o ribera de los Schiavoni, próximo a la plaza de San Marcos en Venecia. Fue construido a finales del siglo XIV por la familia Dandolo. En la actualidad alberga al establecimiento hotelero "Danieli".

## Historia
El edificio se construyó a instancias de la familia Dandolo en el siglo XIV. La propiedad del palacio fue cambiando de manos a lo largo del tiempo. En 1536 lo adquirió la familia Gritti. Seguidamente fue de los Bernardo, los Mocenigo y los Nani.
En 1822 Giuseppe Dal Niel, conocido como "Danieli" compró el palacio y lo convirtió en hotel. En este periodo se realizó una importante reforma, a cargo de  Tranquillo Orsi, modificando el estilo del interior que se adaptó a la corriente neogótica, de moda en el periodo.

## Descripción

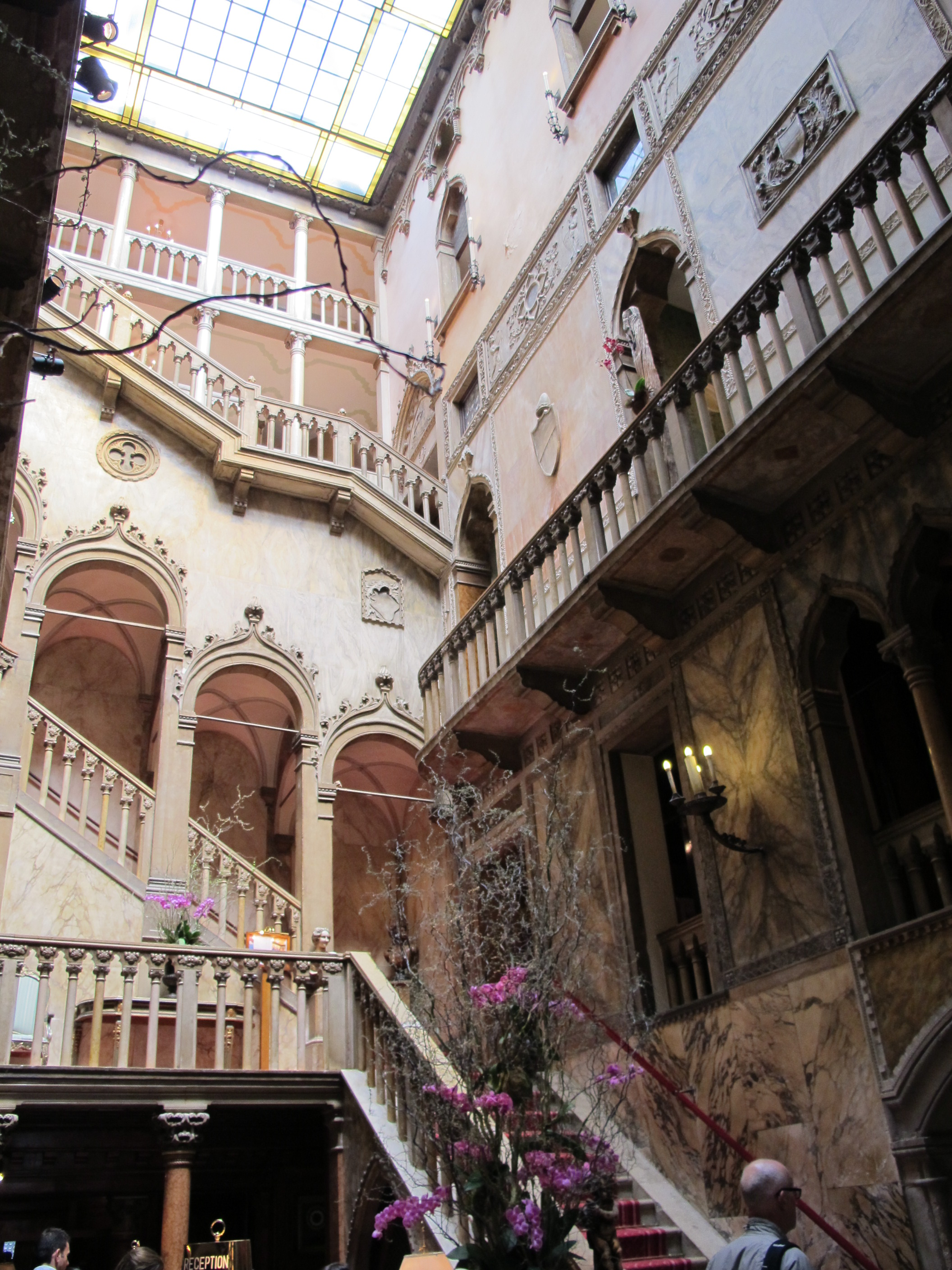
Escaleras internas del Palazzo Dandolo.

En 1895 el palacio, siendo ya hotel, proporcionaba a sus huéspedes acceso a una playa privada. Además, el cambio de propiedad propició su modernizaron, ampliando la instalación eléctrica, agregando ascensores y calefacción central; desde entonces se considera al hotel Danieli como una instalación de lujo.
La fachada del palacio, con revoco color ladrillo, construida con piedra de Istria, destaca por el conjunto de ventanas de seis huecos de la primera planta noble, con óculos cuadrilobulados, acompañadas por un par de ventanas laterales. La planta superior mantiene el mismo ritmo, con ocho huecos y sin cuadrifólios.
La característica arquitectónica principal del edificio actual lo constituye el patio, rodeado con arcos  gótico bizantinos que permiten que entre la luz natural. El patio conecta, a través de escaleras con balaustres con las habitaciones y con las suites. Las 204 habitaciones y suites del hotel son accesibles desde el edificio central y se reparten en tres alas.
La Suite del Dux es la más lujosa, ofreciendo mobiliario que data del siglo XVIII y frescos de la misma época pintados por el artista veneciano Jacopo Guarana. En el balcón se encuentra una  tienda de máscaras venecianas, mientras que el restaurante ofrece una entrada de arcos altos y arañas de vidrio veneciano.